# Хоружевский сельский совет (Недригайловский район)
Хоружевский сельский совет (укр. Хоружівська сільська рада) — входит в состав
Недригайловского района
Сумской области
Украины.
Административный центр сельского совета находится в 
с. Хоружевка
.

## Населённые пункты совета
- с. Хоружевка
- с. Биж
- с. Дараганово
- с. Лавровое
- с. Омельково
- с. Спартак